# 848

## Догађаји
- Википедија:Непознат датум — Владавина династије Абасида у Багдаду.

- Лето – Бордо, главни град Аквитаније, пада у руке викиншких освајача. Краљ Карло Ћелави шаље франачку флоту да прекине опсаду. Упркос уништавању неких викиншких дугих бродова на реци Дордоња, они не успевају да спасу град. Опатија Сен Пјер у Брантому је опљачкана.
- Српско-Бугарски рат (848-851) Бугарска покушава да преузме контролу над кнежевином Србијом, али без успеха.
- Цар Лотар I и његова полубраћа Луј Немачки и Карло Ћелави састају се у Кобленцу како би наставили систем „братске владе“.
- Франачке снаге под грофом Вилијамом од Септиманије преузимају власт над грофовијама Барселона и Ампурије (данашња Шпанија).
- Сарацени освајају Рагузу (Сицилија), након што је њен византијски гарнизон приморан на предају због велике глади. Град и његов замак су сравњени са земљом.
- Војске Брихениога и Гвента сукобљавају се у бици код Финанта (Велс). Краљ Ител од Гвента је убијен у борбама.
- Маел Сехнаил мак Маил Руанаид, високи краљ Миде, побеђује нордијску викиншку војску код Скиат Нехтаина у Ирској.
- Средњовековни Чоли у јужној Индији почињу да владају.
- Папа Лав IV гради (на супротној страни реке Тибар) Лавовски град, утврђени зид дуг три километра који окружује Ватиканско брдо и Борго, како би бранио Рим.